# 조그 다이얼

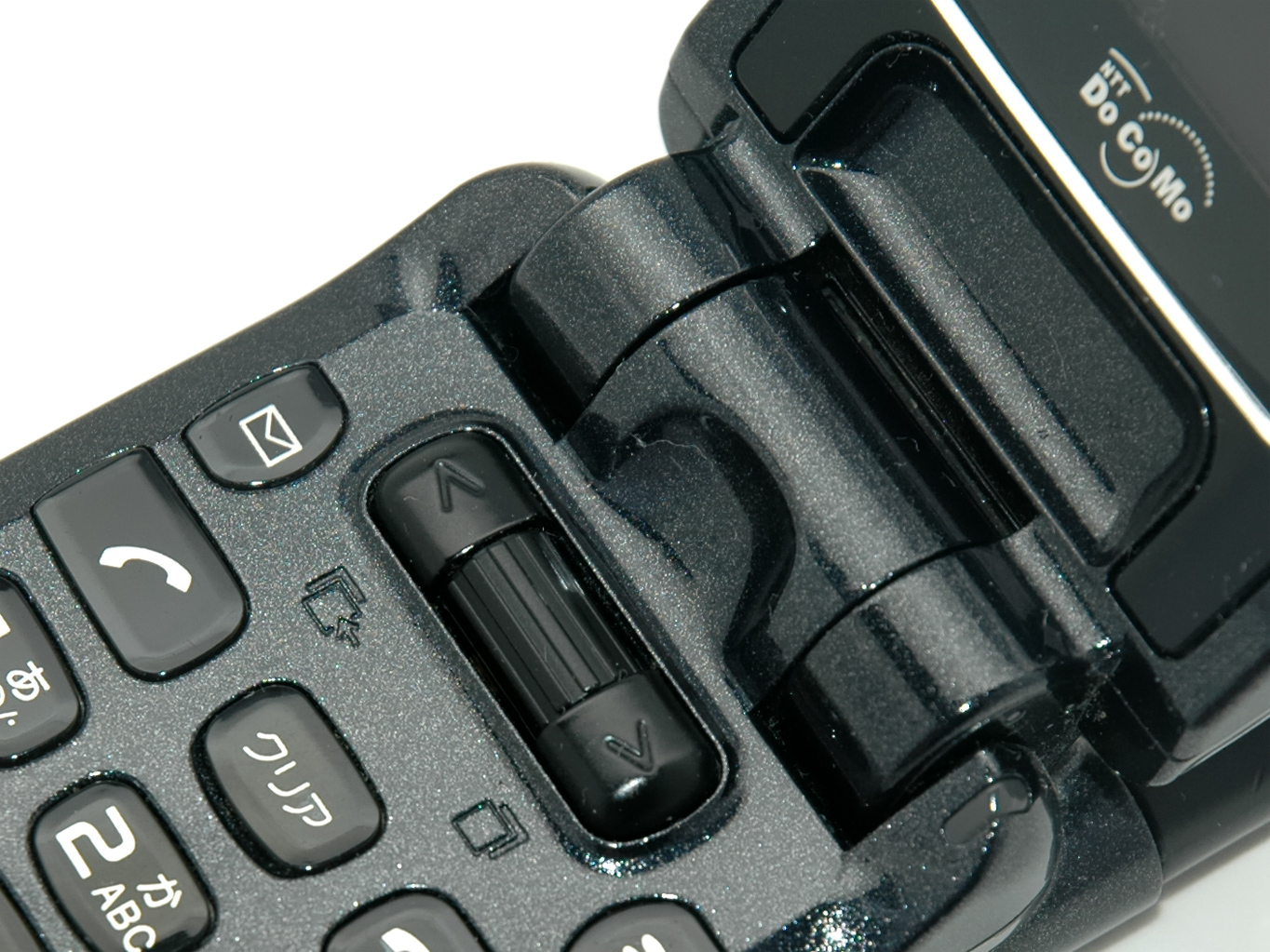
소니 에릭슨의 조그 다이얼(이미지 가운데)

조그 다이얼(jog dial), 조그 휠(jog wheel), 셔틀 다이얼(shuttle dial) 또는 셔틀 휠(shuttle wheel)은 사용자가 오디오 또는 비디오 미디어를 통해 셔틀 또는 조그를 수행할 수 있도록 하는 손잡이, 링, 휠 또는 다이얼 유형이다. 이는 디스크 자키용으로 제작된 CD 플레이어 모델과 비디오 테이프 레코더와 같은 전문 비디오 장비에서 흔히 볼 수 있다. 최근에는 휴대용 PDA와 컴퓨터 마우스의 스크롤 휠로 사용된다. 조그(Jog)는 매우 느린 속도로 가는 것을 의미하고, 셔틀(Shuttle)은 매우 빠른 속도를 의미한다.
휠에는 두 가지 기본 유형이 있다. 한 가지 유형은 정지 장치가 없으며 회전식 증분 인코더이기 때문에 전체 방향으로 회전할 수 있다. 이 유형은 다이얼의 실제 동작을 추적하는 방식에 따라 달라진다. 다이얼이 앞으로 또는 뒤로 회전하는 속도가 빠를수록 빨리 감기 또는 되감기가 빨라진다. 다이얼의 움직임이 멈추면 미디어는 계속 재생되거나 해당 지점에서 일시 정지된 상태로 유지된다. 또 다른 유형은 양쪽에 정지 장치가 있으며 회전하는 정도에 따라 3개 정도의 속도를 갖는 경우가 많다. 휠을 놓으면 휠이 다시 중간 위치로 돌아가고 미디어가 일시 중지되거나 다시 재생되기 시작한다.
휠을 사용한 후 장치가 일시 중지되도록 설정되거나 설계된 경우 오디오가 종종 끊어지고 작은 섹션이 계속해서 반복된다. 이는 일반적으로 비트 매칭을 목적으로 DJ CD 플레이어에서 수행되며, 초기 턴테이블리스트 DJ가 축음기 레코드를 앞뒤로 약간 움직여 그루브 내에서 시작 비트의 물리적 위치를 찾는 것과 동일하다. 비디오에서 일시 정지는 현재 비디오 프레임의 정지 프레임이다.
소니는 조그 다이얼의 5방향 버전에 대한 특허를 보유하고 있다. 5방향 조그 다이얼을 사용하면 위아래 스크롤, 오른쪽 및 왼쪽 편향, 눌러서 클릭 동작이 가능하다. 이러한 조그 다이얼은 소니 클리에 PDA 시리즈와 소니 에릭슨 P800, P900 및 P910 스마트폰의 기능이었다. 5방향 조그 다이얼은 2006년 이후 소니 및 소니의 자회사에서 사용되지 않았다.

## 같이 보기
- 아이팟 클릭휠